# Fernando García Bilbao
Fernando García Bilbao fue un esgrimidor español.
Compitió en esgrima en los Juegos Olímpicos de París de 1924 junto con José Delgado y Hernández de Tejada, Félix de Pomes Soler, Diego Díez de Rivera y Figueroa, Diego García-Montoro, Jesús López Lara, Carlos Miguel de los Reyes y Miguel Zabalza de la Fuente y también en esgrima en los Juegos Olímpicos de Ámsterdam de 1928, siendo en estos últimos cuando compitió como individual y en el equipo de florete.